# نهائي كأس ألمانيا 1993
نهائي كأس ألمانيا 1993 هي المباراة النهائية من منافسة كأس ألمانيا 1992–93، أقيمت المباراة في 12 يونيو 1993، في الملعب الأولمبي، بين فريقي باير 04 ليفركوزن، وHertha BSC II ‏، وفاز فيها باير 04 ليفركوزن، بعد أن هزم Hertha BSC II ‏، بنتيجة 1 - 0، وكان حكم المباراة ماركوس ميرك، وحضر المباراة 76391 شخصاً.

## تفاصيل المباراة
لعبت المباراة النهائية في 12 يونيو 1993.
| باير 04 ليفركوزن | 1 -0 | Hertha BSC II ‏ |
| ---------------- | ---- | -------------- |
| أولف كيرشتن 77 ' |      |                |